# Siegfried Gerhard

Gerhard

Siegfried Gerhard gehörte zu einem alten Heilbronner Patriziat des 13. Jahrhunderts, das die Bürgermeister der Stadt Heilbronn stellte.
Das Geschlecht der Gerhard wird in Heilbronn 1281 erstmals genannt. Das Wappen der Gerhard zeigt einen Anker. Die Patrizier erreichten den Höhepunkt ihres Einflusses um 1299/1301.